# Szávai Géza
Szávai Géza (Küsmöd, 1950. december 4. –) József Attila-díjas magyar író, műfordító, esszéíró.

## Életpályája
Középiskolai tanulmányait Székelykeresztúron végezte. 1973-ban a kolozsvári kolozsvári Babeș–Bolyai Tudományegyetemen magyar-francia szakos középiskolai tanári diplomát szerzett. Székelyföldi iskolákban tanított, majd újságíró, lapszerkesztő lett. 1979-1988 között Bukarestben szerkesztette A Hét című hetilapot.
1988 óta Budapesten él. 1994-ben megalapította a PONT Kiadót – melynek azóta főszerkesztője -, majd európai és tengerentúli barátaival elindította a CONFLUX (a CONFLICT – konfliktus – ellentéte) nevű nemzetközi programot.
Regényíróként a műfaji változatosság híve. Legismertebb regénye a Székely Jeruzsálem (esszéregény az identitásról), mely a zsidó hitre tért székelyek, a „lelki zsidók” négyszáz éves – szinte hihetetlen, sokkoló – történetével szembesíti az olvasót. A kritika által monumentálisnak nevezett Múlt évezred Marienbadban a rendszerváltozás utáni Magyarország emberi és közösségi válságait ábrázolja. Az Aletta bárkája a 17. századi véres keresztényirtások után (kétszáz évre) bezárkózó Japánban játszódik. A változatosság igézetében alkotó Szávai Géza azt vallja, hogy minden regénye: külön műfaj. Szerinte néhány oldalon is lehet úgy elbeszélni történetet, hogy azt regénynek érzékeljük. Kisregények és nagyregények című sorozatában ezzel a sajátos regényírói módszerrel kísérletezik. Az évtizedek óta készülő sorozat könyveit 2008-ban a Valaki átment a havon című kötettel kezdte rendszerbe foglalva közreadni.

A 2013-ban megjelent Csodálatos országokba hoztalak című regénye kapcsán jegyezte meg Szávai Géza egy interjúban: 
Forgalomban van egy divatos fogalom manapság: világzene. Nos, a világregények is javában zajlanak a mélyben.” A szerzőnek ez a műve is „világregényeket” hoz felszínre, ami pedig a „csodálatosat” illeti, arról így nyilatkozik: „Ezt a ’csodálatos’ szót persze némi öniróniával, jókora keserűséggel, de mégis szenvedélyes komolysággal használom...

## Díjai
- József Attila-díj, 2024

## Magánélete
Felesége Szávai Ilona (eredeti neve: Simon Ilona), a Fordulópont c. folyóirat főszerkesztője. Lánya: Szávai Eszter.

## Művei
- Helyzettudat és irodalom (kismonográfia, Méliusz Józsefről, 1980)
- Kokó Samuék vándorútja (meseregény, 1981)
- Szinopszis (napi kritikák, 1981)
- Progéria (történetek, 1982)
- Lánc, lánc, eszterlánc (vázlatok a gyermek világáról, 1983)
- Burgum Bélus, a mesterdetektív. A kozmikus elefántok (gyermekregények, 1985)
- Séta gramofonzenére (regény, 1985, 1995, 2006)
- A megfigyelő (regény, 1987)
- A rettenthetetlen vízimedve, avagy Burgum Bélus mesterdetektív nyomozásai az óceánban (gyermekregény, 1988)
- Utójáték (regény, 1991)
- A Zöld Sivatag vőlegénye (meseregény, 1994, 2005)
- Kivégzősdi (elbeszélések, 1994)
- Utóvéd (regény, 1996)
- Lánc, lánc, Eszterlánc I. köt. A hazugság forradalma. A kisgyermek és a valóság (1996)
- Lánc, lánc, Eszterlánc II. köt. Kétszemélyes költészet (1997)
- Ki látott minket meztelenül? („Érzelmes, szép művészregény”, 1998)
- Oszlik a bál (regény, 2000)
- Székely Jeruzsálem[2] (2000, 2001, 2008, 2011)
- A hazugság forradalma (A kisgyermek és a valóság, 2001)
- Torzmagyar (2004)
- Aletta bárkája (2006)
- Valaki átment a havon (Kisregények és nagyregények, 2008)
- Múlt évezred Marienbadban (regény, 2009)
- Szavak a csúcson, közbeszéd és „elit”-beszéd (esszék, 2009)
- Ribizlikávé (A gyermek nyelve és világa, 2009)
- Láss csodát (A rajzban gondolkodó gyermek, 2010)
- Burgum Bélus, a mesterdetektív (mesterdetektív-regény gyerekeknek, 2010)
- Száz lábnak is egy a vége (Hihetetlen történetek és mesék, 2011)
- Csodálatos országokba hoztalak. Regény; Pont, Bp., 2013 (Conflux) ISBN 9789639957473
- Én ne lennék eszes gyerek?; Ikerhold, Bp., 2013 (Burgumburgi vidám könyvek)
- A nagy átmenetelés. Vígregények; Pont, Bp., 2013 (Csintalan múzsa sorozat)
- Akit átvisznek a hegyen. Egész estét betöltő színjáték előjátékkal és utójátékkal, ahogy ez illik; Pont, Bp., 2014 (Conflux)
- A celeb énekes nyuszi avagy Nyuszka Lenke, a cirkuszkirálynő. Meseregény; Pont, Bp., 2014 (Burgumburgi vidám könyvek)
- Kivégezzük nagyapádat. Regény; Pont, Bp., 2014 (Conflux)
- Ragyog az ég, akár az aszfalt. "Pontos történet"; Pont, Bp., 2014 (Conflux)
- Vígesztendő. A humor körforgása a természetben. Újévtől újévig; Pont, Bp., 2014 (Csintalan múzsa sorozat)
- Háry János és Jeromos, az okos szamár; Pont, Bp., 2015 (Háry János akadémia sorozat)
- Makámaszútra. Kisregények és nagyregények az ideiglenes emberi érintkezések zónájából; Pont, Bp., 2016 (Conflux)
- A lábnyomok. Történetlánc. Regény; Pont, Bp., 2017 (Conflux)
- Harmincdekás Pistike színházi ruhája. Történetek; Pont, Bp., 2017 (Conflux)
- Isten után szabadon. Esszék a fejvesztettség ellen; Pont, Bp., 2018
- Amiért élünk. Sorsmetszetek; Pont, Bp., 2019 (Conflux)
- Antigoné, a kutya; Pont, Bp., 2020
- Cérnapóráz. Regény; Pont, Bp., 2020
- Az életed, Polcz Alaine. Asszony a hátországban; Pont, Bp., 2021

## Műfordításai
- I. Grigorescu: A szennyezett éden (1976)
- Marin Sorescu: Egyszer repülni akartam... (1982)
- Mircea Nedelciu: Jenny avagy a szépséges irodistalány balladája (elbeszélés, Borsi-Kálmán Bélával, 1996)